# Eduard Drizga
Eduard Drizga (født 15. marts 1944 i Ostrava, Tjekkiet, død 3. juni 2017) var en tjekkisk komponist, pianist, dirigent og lærer.
Drizga studerede klaver på Musikkonservatoriet i Ostrava, og komposition på Akademiet for Kunst og Musik hos Vaclav Dobias. Han har skrevet 3 symfonier, orkesterværker, kammermusik, koncertmusik etc. Drizga var lærer i komposition og klaver på Musikkonservatoriet i Ostrava. Han studerede senere i sit liv direktion privat hos forskellige lærere. Drizga var meget anerkendt for sine værker specielt i USA og i sit eget land.

## Udvalgte værker
- Symfoni nr. 1 "Boheme" (1938) - for orkester
- Symfoni nr. 2 "Lille Symfoni" (1964) - for orkester
- Symfoni nr. 3 "Vokal" (1967) - for 2 blandede kor, børnekor og orkester
- "Pasacaglia" (1962) - for klaver